# Wude Ayalew
Wude Ayalew Yimer (amharsko ውዴ ፡ አያሌው ፡ ይመር), etiopska atletinja, * 4. julij 1987, Gojjam, Etiopija.
Ni nastopila na poletnih olimpijskih igrah. Na svetovnih prvenstvih je v teku na 10000 m osvojila bronasto medaljo leta 2009, na afriških prvenstvih pa bronasto medaljo v isti disciplini leta 2008.